# Malachi Richardson
Malachi Lewis Richardson (Trenton, Nueva Jersey, 5 de enero de 1996) es un baloncestista estadounidense que actualmente se encuentra sin equipo. Con 1,98 metros de estatura, juega en la posición de escolta.

## Trayectoria deportiva

### Universidad
Tras participar en 2015, en su etapa de instituto, en el prestigioso McDonald's All-American Game, jugó una temporada con los Orange de la Universidad de Syracuse, en la que promedió 13,4 puntos, 4,3 rebotes y 2,1 asistencias por partido. Fue incluido en el mejor quinteto freshman del año de la Atlantic Coast Conference. Es, junto a Derrick Coleman y Billy Owens los únicos novatos en Syracuse que han jugado en el 5 inicial todos sus partidos en su primera temporada.

#### Estadísticas
| Año     | Equipo   | PJ | PT | MPP  | %TC  | %3P  | %TL  | RPP | APP | ROB | TPP | PPP  |
| ------- | -------- | -- | -- | ---- | ---- | ---- | ---- | --- | --- | --- | --- | ---- |
| 2015–16 | Syracuse | 37 | 37 | 34.4 | .369 | .353 | .720 | 4.3 | 2.1 | 1.2 | .3  | 13.4 |

### Profesional
Fue elegido en la vigésimo segunda posición del Draft de la NBA de 2016 por Charlotte Hornets. Sus derechos fueron traspasados a Sacramento Kings a cambio de Marco Belinelli. El 15 de julio firmó contrato con el equipo.
El 8 de febrero de 2018 fue traspasado a los Toronto Raptors a cambio de Bruno Caboclo.
El 6 de febrero de 2019 fue adquirido por los Philadelphia 76ers a cambio de una cantidad ingresada por el equipo de Filadelfia a la franquicia de Toronto.
El 4 de agosto de 2021, firma por el Fortitudo Bologna de la Lega Basket Serie A italiana.
El 24 de noviembre de 2021, firma por el Wilki Morskie Szczecin de la PLK, la primera división del baloncesto polaco.
El 17 de diciembre de 2022, firma por el GTK Gliwice de la PLK, la primera división del baloncesto polaco.

## Estadísticas de su carrera en la NBA

### Temporada regular
| Año     | Equipo     | PJ | PT | MPP  | %TC  | %3P  | %TL  | RPP | APP | ROB | TPP | PPP |
| ------- | ---------- | -- | -- | ---- | ---- | ---- | ---- | --- | --- | --- | --- | --- |
| 2016-17 | Sacramento | 22 | 0  | 9.0  | .412 | .286 | .789 | 1.0 | .5  | .2  | .0  | 3.6 |
| 2017-18 | Sacramento | 25 | 4  | 12.8 | .330 | .308 | .773 | 1.3 | .5  | .4  | .0  | 3.5 |
| 2017-18 | Toronto    | 1  | 0  | 5.0  | .500 | .000 | –    | 1.0 | .0  | .0  | .0  | 2.0 |
| Total   | Total      | 48 | 4  | 11.0 | .367 | .294 | .780 | 1.2 | .5  | .3  | .0  | 3.5 |